# 西部洋平
西部 洋平（にしべ ようへい、1980年12月1日 - ）は、兵庫県神戸市出身の元サッカー選手。ポジションはゴールキーパー。

## 来歴

### 浦和レッズ
1999年に浦和レッズに入団したが、その年にチームはJ2降格となる。2000年のJ2終盤では、総監督に就任した横山謙三に抜擢され田北雄気を抑えて正GKの座を掴み、J1復帰に貢献。しかし、2002年にハンス・オフトが監督に就任すると開幕直後こそは正GKとしてゴールマウスに立っていたが、シーズン序盤に当時2年目の山岸範宏に正GKの座を奪われ出場機会が激減。
2003年には都築龍太が加入した事で、第3のGKとなってベンチ入りすらも出来なくなった。

### 鹿島アントラーズ
2003シーズン途中の6月にGKに負傷者が続出していた鹿島アントラーズに期限付き移籍するも曽ヶ端準の前に出場機会はなかった。

### 清水エスパルス
2004年からは清水エスパルスに期限付き移籍した。清水ではそれまで正GKだったアテネ五輪代表の黒河貴矢を押しのける形で開幕からスタメンで出場。以降、清水の守護神としてゴールマウスに君臨。2006年より完全移籍となった。
2007年には日本代表候補合宿選手に選出され、アジアカップ予選の際には予備登録メンバーに選出された。
2008年の中盤戦以降はチームの下位低迷と自身の不調から、後輩である北京オリンピック代表の山本海人にポジションを奪われ出場機会が減っていった。2009年は山本の故障もあり開幕からスタメン出場を果たしたものの、中盤戦からは再び山本にポジションを奪われた。終盤戦にチームの失速と山本の不調もあって再びポジションを取り戻したものの、移籍後最低の14試合出場にとどまった。一方、天皇杯は3試合に出場しいずれも無失点でチームの勝利に貢献した。西部の活躍もあり、チームはベスト4に進出した。
2010年は山本の怪我もあり、開幕からレギュラーを務めて32試合に出場。シーズン終了後にチームから契約満了に伴い来期の契約を更新しないと発表された。

### 湘南ベルマーレ
2011年はJ2へ降格した湘南ベルマーレへ完全移籍した。野澤洋輔や阿部伸行を抑えて正GKとして全38試合にフル出場したが、チームは14位に低迷し同年限りで退団。

### 川崎フロンターレ
2012年に川崎フロンターレへ移籍。杉山力裕や高木駿らを差し置き正GKとしてプレーしていたが、2015年の試合中の負傷を機に新井章太にポジションを奪われ出場機会が徐々に減少していった。

### 清水エスパルス復帰
2015年12月16日、清水への完全移籍を発表した。6年ぶりに古巣へ復帰することになった。
2016年はレギュラーに定着するも、大怪我を負いその後の試合はメンバー外。翌年の2017年まで怪我は続いた。怪我から復帰した2018シーズンは、守護神六反勇治の控えとしてベンチ入りを果たし、続く2019シーズンは六反の怪我もあってシーズン途中からレギュラーに定着し、2年ぶりのリーグ戦出場を果たした。その後は加入した大久保択生とポジションを争い、結果シーズン通して14試合に出場した。
2020シーズンはその大久保や、梅田透吾の台頭。さらにはネト・ヴォルピの加入もあって第4GKに降格。シーズン通して1試合の出場に留まる。

### カターレ富山
2021年1月12日、カターレ富山に完全移籍により加入した。
開幕スタメンを獲得し、レギュラーとして出場をした。
2022年11月7日、同シーズン限りでの現役引退が発表された。
同年11月20日、ホーム最終戦後には引退セレモニーが予定されていたが、本人体調不良のため中止となった。

## エピソード
- 趣味は釣りで、同じく釣り好きの本田拓也と釣りに出掛けることが多い。また2015年まで在籍していた川崎では釣り部の一員として田坂祐介、小宮山尊信、實藤友紀などと活動を続けた[9]。
- 幼少時代まで様々なスポーツを経験したが、本格的にサッカーを始めたのは帝京第三高校に入学した15歳の頃[10]。

## 所属クラブ
- 玉穂町立玉穂中学校
- 1996年 - 1998年  帝京第三高等学校
- 1999年 - 2005年  浦和レッドダイヤモンズ
  - 2003年  鹿島アントラーズ (期限付き移籍)
  - 2004年 - 2005年  清水エスパルス (期限付き移籍)
- 2006年 - 2010年  清水エスパルス
- 2011年  湘南ベルマーレ
- 2012年 - 2015年  川崎フロンターレ
- 2016年 - 2020年  清水エスパルス
- 2021年 - 2022年  カターレ富山

## 個人成績
| 国内大会個人成績 | 国内大会個人成績 | 国内大会個人成績 | 国内大会個人成績 | 国内大会個人成績 | 国内大会個人成績 | 国内大会個人成績 | 国内大会個人成績 | 国内大会個人成績 | 国内大会個人成績 | 国内大会個人成績 | 国内大会個人成績 |
| 年度             | クラブ           | 背番号           | リーグ           | リーグ戦         | リーグ戦         | リーグ杯         | リーグ杯         | オープン杯       | オープン杯       | 期間通算         | 期間通算         |
| 年度             | クラブ           | 背番号           | リーグ           | 出場             | 得点             | 出場             | 得点             | 出場             | 得点             | 出場             | 得点             |
| 日本             | 日本             | 日本             | 日本             | リーグ戦         | リーグ戦         | リーグ杯         | リーグ杯         | 天皇杯           | 天皇杯           | 期間通算         | 期間通算         |
| ---------------- | ---------------- | ---------------- | ---------------- | ---------------- | ---------------- | ---------------- | ---------------- | ---------------- | ---------------- | ---------------- | ---------------- |
| 1999             | 浦和             | 31               | J1               | 0                | 0                | 0                | 0                | 0                | 0                | 0                | 0                |
| 2000             | 浦和             | 16               | J2               | 7                | 0                | 1                | 0                | 2                | 0                | 10               | 0                |
| 2001             | 浦和             | 16               | J1               | 21               | 0                | 2                | 0                | 4                | 0                | 27               | 0                |
| 2002             | 浦和             | 1                | J1               | 5                | 0                | 6                | 0                | 0                | 0                | 11               | 0                |
| 2003             | 浦和             | 16               | J1               | 0                | 0                | 0                | 0                | -                | -                | 0                | 0                |
| 2003             | 鹿島             | 32               | J1               | 0                | 0                | 0                | 0                | 0                | 0                | 0                | 0                |
| 2004             | 清水             | 16               | J1               | 27               | 0                | 6                | 0                | 0                | 0                | 33               | 0                |
| 2005             | 清水             | 21               | J1               | 29               | 0                | 7                | 0                | 5                | 0                | 41               | 0                |
| 2006             | 清水             | 21               | J1               | 34               | 0                | 4                | 0                | 3                | 0                | 41               | 0                |
| 2007             | 清水             | 21               | J1               | 33               | 0                | 4                | 0                | 2                | 0                | 39               | 0                |
| 2008             | 清水             | 21               | J1               | 21               | 0                | 8                | 0                | 2                | 0                | 31               | 0                |
| 2009             | 清水             | 21               | J1               | 14               | 0                | 2                | 0                | 4                | 0                | 20               | 0                |
| 2010             | 清水             | 21               | J1               | 32               | 0                | 8                | 0                | 2                | 0                | 42               | 0                |
| 2011             | 湘南             | 21               | J2               | 38               | 0                | -                | -                | 0                | 0                | 38               | 0                |
| 2012             | 川崎             | 21               | J1               | 28               | 0                | 3                | 0                | 0                | 0                | 31               | 0                |
| 2013             | 川崎             | 21               | J1               | 23               | 0                | 3                | 0                | 2                | 0                | 28               | 0                |
| 2014             | 川崎             | 21               | J1               | 20               | 0                | 1                | 0                | 1                | 0                | 22               | 0                |
| 2015             | 川崎             | 21               | J1               | 11               | 0                | 3                | 0                | 2                | 0                | 16               | 0                |
| 2016             | 清水             | 1                | J2               | 6                | 0                | -                | -                | 0                | 0                | 6                | 0                |
| 2017             | 清水             | 1                | J1               | 0                | 0                | 0                | 0                | 0                | 0                | 0                | 0                |
| 2018             | 清水             | 1                | J1               | 0                | 0                | 6                | 0                | 2                | 0                | 8                | 0                |
| 2019             | 清水             | 1                | J1               | 14               | 0                | 4                | 0                | 3                | 0                | 21               | 0                |
| 2020             | 清水             | 1                | J1               | 1                | 0                | 0                | 0                | -                | -                | 1                | 0                |
| 2021             | 富山             | 1                | J3               | 26               | 0                | -                | -                | 2                | 0                | 28               | 0                |
| 2022             | 富山             | 21               | J3               | 5                | 0                | -                | -                | 0                | 0                | 5                | 0                |
| 通算             | 日本             | 日本             | J1               | 313              | 0                | 67               | 0                | 32               | 0                | 412              | 0                |
| 通算             | 日本             | 日本             | J2               | 51               | 0                | 1                | 0                | 2                | 0                | 54               | 0                |
| 通算             | 日本             | 日本             | J3               | 31               | 0                | -                | -                | 2                | 0                | 33               | 0                |
| 総通算           | 総通算           | 総通算           | 総通算           | 395              | 0                | 68               | 0                | 36               | 0                | 499              | 0                |

| 国際大会個人成績 | 国際大会個人成績 | 国際大会個人成績 | 国際大会個人成績 | 国際大会個人成績 |
| 年度             | クラブ           | 背番号           | 出場             | 得点             |
| AFC              | AFC              | AFC              | ACL              | ACL              |
| ---------------- | ---------------- | ---------------- | ---------------- | ---------------- |
| 2014             | 川崎             | 21               | 8                | 0                |
| 通算             | AFC              | AFC              | 8                | 0                |

- Jリーグ初出場 - 2000年10月7日 J2第37節 ベガルタ仙台戦 (駒場)

## 代表歴
- 2007年アジアカップ日本代表予備登録メンバー